# یوهان راتنهوبر
یوهان راتنهوبر (به آلمانی: Johann Rattenhuber) (زاده۳۰ آوریل ۱۸۹۷- مرگ ۳۰ ژوئن ۱۹۵۷) یک ژنرال آلمانی در دوره رایش سوم و از سال ۱۹۳۳ تا ۱۹۴۵ فرمانده بادیگاردهای شخصی آدولف هیتلر بود.